# Quatre dies de Dunkerque 1980
Els Quatre dies de Dunkerque 1980 van ser la 26a edició dels Quatre dies de Dunkerque. La cursa es disputà en 7 etapes entre el 7 i l'11 de maig de 1980, amb inici i final a Dunkerque

## Equips
| Equips ciclistes professionals (9)- La Redoute-Motobécane - Peugeot-Esso-Michelin - Puch-Sem-Campagnolo - IJsboerke-Warncke Eis - Renault-Gitane - Miko-Mercier-Vivagel - Boule d'Or-Sunair-Colnago - TI-Raleigh-Creda - Boston-IFI-Mavic |
| |

## Etapes
| Etapa      | Data       | Ciutats d'etapa                       | type                      | Distància (km) | Vencedor de l'etapa    | Líder de la general    |
| ---------- | ---------- | ------------------------------------- | ------------------------- | -------------- | ---------------------- | ---------------------- |
| 1a etapa   | 7 de maig  | Dunkerque – Dunkerque                 |                           | 199            | Roger De Vlaeminck     | Roger De Vlaeminck     |
| 2a etapa   | 8 de maig  | Aire-sur-la-Lys – Saint-Quentin       |                           | 176            | Guido Van Sweevelt     | Guido Van Sweevelt     |
| 3a etapa   | 9 de maig  | Saint-Quentin – Poperinge             |                           | 204            | Bert Oosterbosch       | Bert Oosterbosch       |
| 4a a etapa | 10 de maig | Poperinge – Villeneuve-d'Ascq         |                           | 118            | Jean-François Pescheux | Jean-François Pescheux |
| 4a b etapa | 10 de maig | Villeneuve-d'Ascq – Villeneuve-d'Ascq | contrarellotge individual | 15,8           | Jean-Luc Vandenbroucke | Jean-Luc Vandenbroucke |
| 5a a etapa | 11 de maig | Bailleul – Bailleul                   |                           | 118            | André Mollet           | Jean-Luc Vandenbroucke |
| 5a b etapa | 11 de maig | Killem – Dunkerque                    |                           | 96             | Eddy Vanhaerens        | Jean-Luc Vandenbroucke |

### Etapa 1
| \| Classificació de l'etapa \| Classificació de l'etapa \| Classificació de l'etapa \| Classificació de l'etapa \| Classificació de l'etapa \| \| Corredor \| Corredor \| Equip \| Temps \| \| \| ------------------------ \| ------------------------ \| ------------------------ \| ------------------------ \| ------------------------ \| \| 1r \| Roger De Vlaeminck \| Boule d'Or-Studio Casa \| 5h 15' 51" \| \| \| 2n \| Marc Demeyer \| IJsboerke-Warncke Eis \| + 0" \| \| \| 3r \| Guy Sibille \| Peugeot-Esso-Michelin \| + 0" \| \| \| 4t \| Paul De Keyser \| Boston-IFI-Mavic \| + 0" \| \| \| 5è \| Piet van Katwijk \| TI-Raleigh-Creda \| + 0" \| \| |                    |                        |            |
| |                    |                        |            |
| Font: Cycling Archives |                    |                        |            |
| Classificació de l'etapa |                    |                        |            |
| Corredor | Corredor           | Equip                  | Temps      |
| 1r | Roger De Vlaeminck | Boule d'Or-Studio Casa | 5h 15' 51" |
| 2n | Marc Demeyer       | IJsboerke-Warncke Eis  | + 0"       |
| 3r | Guy Sibille        | Peugeot-Esso-Michelin  | + 0"       |
| 4t | Paul De Keyser     | Boston-IFI-Mavic       | + 0"       |
| 5è | Piet van Katwijk   | TI-Raleigh-Creda       | + 0"       |

| \| Classificació general \| Classificació general \| Classificació general \| Classificació general \| Classificació general \| \| Corredor \| Corredor \| Equip \| Temps \| \| \| --------------------- \| --------------------- \| ---------------------- \| --------------------- \| --------------------- \| \| 1r \| Roger De Vlaeminck \| Boule d'Or-Studio Casa \| \| \| |                    |                        |       |
| |                    |                        |       |
| Font: Cycling Archives |                    |                        |       |
| Classificació general |                    |                        |       |
| Corredor | Corredor           | Equip                  | Temps |
| 1r | Roger De Vlaeminck | Boule d'Or-Studio Casa |       |

### Etapa 2
| \| Classificació de l'etapa \| Classificació de l'etapa \| Classificació de l'etapa \| Classificació de l'etapa \| Classificació de l'etapa \| \| Corredor \| Corredor \| Equip \| Temps \| \| \| ------------------------ \| ------------------------ \| ------------------------ \| ------------------------ \| ------------------------ \| \| 1r \| Guido Van Sweevelt \| IJsboerke-Warncke Eis \| 4h 13' 44" \| \| \| 2n \| Jean-Philippe Pipart \| La Redoute-Motobécane \| + 0" \| \| \| 3r \| Piet van Katwijk \| TI-Raleigh-Creda \| + 0" \| \| \| 4t \| Jean-Louis Gauthier \| Miko-Mercier-Vivagel \| + 0" \| \| \| 5è \| Hubert Linard \| Peugeot-Esso-Michelin \| + 0" \| \| |                      |                       |            |
| |                      |                       |            |
| Font: Cycling Archives |                      |                       |            |
| Classificació de l'etapa |                      |                       |            |
| Corredor | Corredor             | Equip                 | Temps      |
| 1r | Guido Van Sweevelt   | IJsboerke-Warncke Eis | 4h 13' 44" |
| 2n | Jean-Philippe Pipart | La Redoute-Motobécane | + 0"       |
| 3r | Piet van Katwijk     | TI-Raleigh-Creda      | + 0"       |
| 4t | Jean-Louis Gauthier  | Miko-Mercier-Vivagel  | + 0"       |
| 5è | Hubert Linard        | Peugeot-Esso-Michelin | + 0"       |

| \| Classificació general \| Classificació general \| Classificació general \| Classificació general \| Classificació general \| \| Corredor \| Corredor \| Equip \| Temps \| \| \| --------------------- \| --------------------- \| --------------------- \| --------------------- \| --------------------- \| \| 1r \| Guido Van Sweevelt \| IJsboerke-Warncke Eis \| \| \| |                    |                       |       |
| |                    |                       |       |
| Font: Cycling Archives |                    |                       |       |
| Classificació general |                    |                       |       |
| Corredor | Corredor           | Equip                 | Temps |
| 1r | Guido Van Sweevelt | IJsboerke-Warncke Eis |       |

### Etapa 3
| \| Classificació de l'etapa \| Classificació de l'etapa \| Classificació de l'etapa \| Classificació de l'etapa \| Classificació de l'etapa \| \| Corredor \| Corredor \| Equip \| Temps \| \| \| ------------------------ \| ------------------------ \| ------------------------ \| ------------------------ \| ------------------------ \| \| 1r \| Bert Oosterbosch \| TI-Raleigh-Creda \| 5h 22' 55" \| \| \| 2n \| Roger De Vlaeminck \| Boule d'Or-Studio Casa \| + 0" \| \| \| 3r \| Régis Delépine \| Peugeot-Esso-Michelin \| + 0" \| \| \| 4t \| Paul De Keyser \| Boston-IFI-Mavic \| + 0" \| \| \| 5è \| Cees Priem \| TI-Raleigh-Creda \| + 0" \| \| |                    |                        |            |
| |                    |                        |            |
| Font: Cycling Archives |                    |                        |            |
| Classificació de l'etapa |                    |                        |            |
| Corredor | Corredor           | Equip                  | Temps      |
| 1r | Bert Oosterbosch   | TI-Raleigh-Creda       | 5h 22' 55" |
| 2n | Roger De Vlaeminck | Boule d'Or-Studio Casa | + 0"       |
| 3r | Régis Delépine     | Peugeot-Esso-Michelin  | + 0"       |
| 4t | Paul De Keyser     | Boston-IFI-Mavic       | + 0"       |
| 5è | Cees Priem         | TI-Raleigh-Creda       | + 0"       |

| \| Classificació general \| Classificació general \| Classificació general \| Classificació general \| Classificació general \| \| Corredor \| Corredor \| Equip \| Temps \| \| \| --------------------- \| --------------------- \| --------------------- \| --------------------- \| --------------------- \| \| 1r \| Bert Oosterbosch \| TI-Raleigh-Creda \| \| \| |                  |                  |       |
| |                  |                  |       |
| Font: Cycling Archives |                  |                  |       |
| Classificació general |                  |                  |       |
| Corredor | Corredor         | Equip            | Temps |
| 1r | Bert Oosterbosch | TI-Raleigh-Creda |       |

### Etapa 4a
| \| Classificació de l'etapa \| Classificació de l'etapa \| Classificació de l'etapa \| Classificació de l'etapa \| Classificació de l'etapa \| \| Corredor \| Corredor \| Equip \| Temps \| \| \| ------------------------ \| ------------------------ \| ------------------------ \| ------------------------ \| ------------------------ \| \| 1r \| Jean-François Pescheux \| La Redoute-Motobécane \| 2h 40' 58" \| \| \| 2n \| Roger De Vlaeminck \| Boule d'Or-Studio Casa \| + 2' 39" \| \| \| 3r \| Guido Van Sweevelt \| IJsboerke-Warncke Eis \| + 2' 40" \| \| \| 4t \| Jacques Osmont \| Boston-IFI-Mavic \| + 2' 40" \| \| \| 5è \| Marc Demeyer \| IJsboerke-Warncke Eis \| + 2' 40" \| \| |                        |                        |            |
| |                        |                        |            |
| Font: Cycling Archives |                        |                        |            |
| Classificació de l'etapa |                        |                        |            |
| Corredor | Corredor               | Equip                  | Temps      |
| 1r | Jean-François Pescheux | La Redoute-Motobécane  | 2h 40' 58" |
| 2n | Roger De Vlaeminck     | Boule d'Or-Studio Casa | + 2' 39"   |
| 3r | Guido Van Sweevelt     | IJsboerke-Warncke Eis  | + 2' 40"   |
| 4t | Jacques Osmont         | Boston-IFI-Mavic       | + 2' 40"   |
| 5è | Marc Demeyer           | IJsboerke-Warncke Eis  | + 2' 40"   |

| \| Classificació general \| Classificació general \| Classificació general \| Classificació general \| Classificació general \| \| Corredor \| Corredor \| Equip \| Temps \| \| \| --------------------- \| ---------------------- \| --------------------- \| --------------------- \| --------------------- \| \| 1r \| Jean-François Pescheux \| La Redoute-Motobécane \| \| \| |                        |                       |       |
| |                        |                       |       |
| Font: Cycling Archives |                        |                       |       |
| Classificació general |                        |                       |       |
| Corredor | Corredor               | Equip                 | Temps |
| 1r | Jean-François Pescheux | La Redoute-Motobécane |       |

### Etapa 4b
| \| Classificació de l'etapa \| Classificació de l'etapa \| Classificació de l'etapa \| Classificació de l'etapa \| Classificació de l'etapa \| \| Corredor \| Corredor \| Equip \| Temps \| \| \| ------------------------ \| ------------------------ \| ------------------------ \| ------------------------ \| ------------------------ \| \| 1r \| Jean-Luc Vandenbroucke \| La Redoute-Motobécane \| 20' 00" \| \| \| 2n \| Alfons De Wolf \| Boule d'Or-Studio Casa \| + 7" \| \| \| 3r \| Gerrie Knetemann \| TI-Raleigh-Creda \| + 35" \| \| \| 4t \| Bert Oosterbosch \| TI-Raleigh-Creda \| + 46" \| \| \| 5è \| Joaquim Agostinho \| Puch-Campagnolo-Sem \| + 51" \| \| |                        |                        |         |
| |                        |                        |         |
| Font: Cycling Archives |                        |                        |         |
| Classificació de l'etapa |                        |                        |         |
| Corredor | Corredor               | Equip                  | Temps   |
| 1r | Jean-Luc Vandenbroucke | La Redoute-Motobécane  | 20' 00" |
| 2n | Alfons De Wolf         | Boule d'Or-Studio Casa | + 7"    |
| 3r | Gerrie Knetemann       | TI-Raleigh-Creda       | + 35"   |
| 4t | Bert Oosterbosch       | TI-Raleigh-Creda       | + 46"   |
| 5è | Joaquim Agostinho      | Puch-Campagnolo-Sem    | + 51"   |

| \| Classificació general \| Classificació general \| Classificació general \| Classificació general \| Classificació general \| \| Corredor \| Corredor \| Equip \| Temps \| \| \| --------------------- \| ---------------------- \| --------------------- \| --------------------- \| --------------------- \| \| 1r \| Jean-Luc Vandenbroucke \| La Redoute-Motobécane \| \| \| |                        |                       |       |
| |                        |                       |       |
| Font: Cycling Archives |                        |                       |       |
| Classificació general |                        |                       |       |
| Corredor | Corredor               | Equip                 | Temps |
| 1r | Jean-Luc Vandenbroucke | La Redoute-Motobécane |       |

### Etapa 5a
| \| Classificació de l'etapa \| Classificació de l'etapa \| Classificació de l'etapa \| Classificació de l'etapa \| Classificació de l'etapa \| \| Corredor \| Corredor \| Equip \| Temps \| \| \| ------------------------ \| ------------------------ \| ------------------------ \| ------------------------ \| ------------------------ \| \| 1r \| André Mollet \| Miko-Mercier-Vivagel \| 3h 03' 04" \| \| \| 2n \| Marc Demeyer \| IJsboerke-Warncke Eis \| + 0" \| \| \| 3r \| Jean-Luc Vandenbroucke \| La Redoute-Motobécane \| + 0" \| \| \| 4t \| Hubert Linard \| Peugeot-Esso-Michelin \| + 2" \| \| \| 5è \| Jean-René Bernaudeau \| Renault-Gitane \| + 2" \| \| |                        |                       |            |
| |                        |                       |            |
| Font: Cycling Archives |                        |                       |            |
| Classificació de l'etapa |                        |                       |            |
| Corredor | Corredor               | Equip                 | Temps      |
| 1r | André Mollet           | Miko-Mercier-Vivagel  | 3h 03' 04" |
| 2n | Marc Demeyer           | IJsboerke-Warncke Eis | + 0"       |
| 3r | Jean-Luc Vandenbroucke | La Redoute-Motobécane | + 0"       |
| 4t | Hubert Linard          | Peugeot-Esso-Michelin | + 2"       |
| 5è | Jean-René Bernaudeau   | Renault-Gitane        | + 2"       |

| \| Classificació general \| Classificació general \| Classificació general \| Classificació general \| Classificació general \| \| Corredor \| Corredor \| Equip \| Temps \| \| \| --------------------- \| ---------------------- \| --------------------- \| --------------------- \| --------------------- \| \| 1r \| Jean-Luc Vandenbroucke \| La Redoute-Motobécane \| \| \| |                        |                       |       |
| |                        |                       |       |
| Font: Cycling Archives |                        |                       |       |
| Classificació general |                        |                       |       |
| Corredor | Corredor               | Equip                 | Temps |
| 1r | Jean-Luc Vandenbroucke | La Redoute-Motobécane |       |

### Etapa 5b
| \| Classificació de l'etapa \| Classificació de l'etapa \| Classificació de l'etapa \| Classificació de l'etapa \| Classificació de l'etapa \| \| Corredor \| Corredor \| Equip \| Temps \| \| \| ------------------------ \| ------------------------ \| ------------------------ \| ------------------------ \| ------------------------ \| \| 1r \| Eddy Vanhaerens \| Boule d'Or-Studio Casa \| 2h 15' 45" \| \| \| 2n \| Gilbert Duclos-Lassalle \| Peugeot-Esso-Michelin \| + 2" \| \| \| 3r \| Alfons De Wolf \| Boule d'Or-Studio Casa \| + 33" \| \| \| 4t \| Guido Van Sweevelt \| IJsboerke-Warncke Eis \| + 5' 00" \| \| \| 5è \| Patrick Hosotte \| Puch-Campagnolo-Sem \| + 5' 00" \| \| |                         |                        |            |
| |                         |                        |            |
| Font: Cycling Archives |                         |                        |            |
| Classificació de l'etapa |                         |                        |            |
| Corredor | Corredor                | Equip                  | Temps      |
| 1r | Eddy Vanhaerens         | Boule d'Or-Studio Casa | 2h 15' 45" |
| 2n | Gilbert Duclos-Lassalle | Peugeot-Esso-Michelin  | + 2"       |
| 3r | Alfons De Wolf          | Boule d'Or-Studio Casa | + 33"      |
| 4t | Guido Van Sweevelt      | IJsboerke-Warncke Eis  | + 5' 00"   |
| 5è | Patrick Hosotte         | Puch-Campagnolo-Sem    | + 5' 00"   |

## Classificació final
| \| Classificació general \| Classificació general \| Classificació general \| Classificació general \| Classificació general \| \| Corredor \| Corredor \| Equip \| Temps \| \| \| --------------------- \| ----------------------- \| ---------------------- \| --------------------- \| --------------------- \| \| 1r \| Jean-Luc Vandenbroucke \| La Redoute-Motobécane \| 22h 16' 56" \| \| \| 2n \| Hubert Linard \| Peugeot-Esso-Michelin \| + 41" \| \| \| 3r \| Joaquim Agostinho \| Puch-Campagnolo-Sem \| + 56" \| \| \| 4t \| Gery Verlinden \| IJsboerke-Warncke Eis \| + 57" \| \| \| 5è \| Ferdinand Van Den Haute \| La Redoute-Motobécane \| + 1' 00" \| \| \| 6è \| Jean-René Bernaudeau \| Renault-Gitane \| + 1' 30" \| \| \| 7è \| André Mollet \| Miko-Mercier-Vivagel \| + 2' 25" \| \| \| 8è \| Marc Demeyer \| IJsboerke-Warncke Eis \| + 3' 34" \| \| \| 9è \| Jan van Houwelingen \| Boule d'Or-Studio Casa \| + 5' 31" \| \| \| 10è \| Jean-François Pescheux \| La Redoute-Motobécane \| + 5' 42" \| \| \| 11è \| Jean-Louis Gauthier \| Miko-Mercier-Vivagel \| + 5' 55" \| \| \| 12è \| Jean-Philippe Pipart \| La Redoute-Motobécane \| + 6' 26" \| \| \| 13è \| Alfons De Wolf \| Boule d'Or-Studio Casa \| + 6' 30" \| \| \| 14è \| Guido Van Sweevelt \| IJsboerke-Warncke Eis \| + 6' 36" \| \| \| 15è \| Gerrie Knetemann \| TI-Raleigh-Creda \| + 6' 43" \| \| \| 16è \| Bert Oosterbosch \| TI-Raleigh-Creda \| + 6' 49" \| \| \| 17è \| Gilbert Duclos-Lassalle \| Peugeot-Esso-Michelin \| + 7' 09" \| \| \| 18è \| René Bittinger \| Puch-Campagnolo-Sem \| + 7' 21" \| \| \| 19è \| Patrick Hosotte \| Puch-Campagnolo-Sem \| + 7' 51" \| \| \| 20è \| Jean Chassang \| Renault-Gitane \| + 8' 08" \| \| |                         |                        |             |
| |                         |                        |             |
| Fonts: ProCyclingStats Cycling Archives |                         |                        |             |
| Classificació general |                         |                        |             |
| Corredor | Corredor                | Equip                  | Temps       |
| 1r | Jean-Luc Vandenbroucke  | La Redoute-Motobécane  | 22h 16' 56" |
| 2n | Hubert Linard           | Peugeot-Esso-Michelin  | + 41"       |
| 3r | Joaquim Agostinho       | Puch-Campagnolo-Sem    | + 56"       |
| 4t | Gery Verlinden          | IJsboerke-Warncke Eis  | + 57"       |
| 5è | Ferdinand Van Den Haute | La Redoute-Motobécane  | + 1' 00"    |
| 6è | Jean-René Bernaudeau    | Renault-Gitane         | + 1' 30"    |
| 7è | André Mollet            | Miko-Mercier-Vivagel   | + 2' 25"    |
| 8è | Marc Demeyer            | IJsboerke-Warncke Eis  | + 3' 34"    |
| 9è | Jan van Houwelingen     | Boule d'Or-Studio Casa | + 5' 31"    |
| 10è | Jean-François Pescheux  | La Redoute-Motobécane  | + 5' 42"    |
| 11è | Jean-Louis Gauthier     | Miko-Mercier-Vivagel   | + 5' 55"    |
| 12è | Jean-Philippe Pipart    | La Redoute-Motobécane  | + 6' 26"    |
| 13è | Alfons De Wolf          | Boule d'Or-Studio Casa | + 6' 30"    |
| 14è | Guido Van Sweevelt      | IJsboerke-Warncke Eis  | + 6' 36"    |
| 15è | Gerrie Knetemann        | TI-Raleigh-Creda       | + 6' 43"    |
| 16è | Bert Oosterbosch        | TI-Raleigh-Creda       | + 6' 49"    |
| 17è | Gilbert Duclos-Lassalle | Peugeot-Esso-Michelin  | + 7' 09"    |
| 18è | René Bittinger          | Puch-Campagnolo-Sem    | + 7' 21"    |
| 19è | Patrick Hosotte         | Puch-Campagnolo-Sem    | + 7' 51"    |
| 20è | Jean Chassang           | Renault-Gitane         | + 8' 08"    |